# أدريان الشعراني
أدريان الشعراني (بالإسبانية: Adrián El Charani) مواليد 24 أكتوبر 2000 في فنزويلا، هو لاعب كرة قدم فنزويلي. يلعب في مركز الهجوم.

## روابط خارجية
- أدريان الشعراني على موقع قاعدة بيانات كرة القدم.إي يو (الإنجليزية)
- أدريان الشعراني على موقع Soccerway.com (الإنجليزية)